# Dicallaneura fulvofasciata
Dicallaneura fulvofasciata är en fjärilsart som beskrevs av Joicey, Noakes och Talbot 1915. Dicallaneura fulvofasciata ingår i släktet Dicallaneura och familjen Riodinidae. Inga underarter finns listade i Catalogue of Life.